# Sérvia nos Jogos Olímpicos de Verão de 1912
A Sérvia enviou dois atletas para competir nos Jogos Olímpicos de Verão de 1912, em Estocolmo, Suécia. Nos Jogos Olímpicos seguintes, em 1920, altetas sérvios competiram pelo Reino dos Sérvios,Croatas e Eslovenos, que mudou de nome em 1929 para Iugoslávia (YUG).

## Atletismo
Atletismo nos Jogos Olímpicos de Verão de 1912
Três atletas representaram a Sérvia no atletismo na estreia do país no esporte e nas Olimpíadas.
As posições são dadas de acordo com as eliminatórias de cada evento.
| Atleta             | Eventos              | Eliminatória | Eliminatória | Semifinal   | Semifinal   | Final        | Final        |
| Atleta             | Eventos              | Resultado    | Posição      | Resultado   | Posição     | Resultado    | Posição      |
| ------------------ | -------------------- | ------------ | ------------ | ----------- | ----------- | ------------ | ------------ |
| Dušan Milošević    | 100 metros masculino | 11.6 s       | 3            | Não avançou | Não avançou | Não avançou  | Não avançou  |
| Dragutin Tomašević | Maratona masculina   | N/A          | N/A          | N/A         | N/A         | Não terminou | Não terminou |
| Živko Vastić       | Maratona masculina   | N/A          | N/A          | N/A         | N/A         | Não começou  | Não começou  |